# Tracks (émission de télévision)
Pour l’article homonyme, voir Tracks.
Tracks est une émission de télévision franco-allemande diffusée sur Arte depuis le 3 janvier 1997, produite par Program33 en France, et par Kobalt et Sign Media en Allemagne. Axée sur les cultures émergentes, les pionniers et la création sous toutes ses formes, le magazine documente, depuis plus de 20 ans, les artistes et les activistes qui échappent aux radars médiatiques.
Considérée comme un « îlot de résistance cathodique » et un magazine « découvreur de talents », Tracks s'est construit une place d'émission culturelle de référence.

## Histoire
Tracks est diffusée pour la première fois sur ARTE, le 3 janvier 1997.
Tracks est à ses débuts une émission strictement musicale, d'une durée de 26 minutes, avec à sa tête le journaliste Christophe Tison.
En 1998, l'ex-rédacteur en chef de The Face, l'Anglais Paul Rambali prend les rênes du programme.
En septembre de la même année, l’émission adopte ensuite un format long, passant de 26 à 42 minutes et s'ouvre à tous les domaines culturels (spectacle vivant, arts plastiques, cinéma, activisme, nouvelles technologies, sports extrêmes...).
Depuis 1999, chaque reportage est accompagné par la voix de Chrystelle André.
Les journalistes David Combe et Jean-Marc Barbieux sont les rédacteurs en chef de l'émission depuis 2000.
L'émission se prolonge aussi sur le web. Une équipe y fait vivre un magazine quotidien, en proposant des contenus exclusifs, ainsi que 230 heures d’archives, soit plus de 5 000 sujets.
En octobre 2022, le contrat entre Arte et Program33, la société de production française de l'émission, n'est pas renouvelé pour une nouvelle saison. Le 23 décembre suivant, la direction d'Arte envoie un mail à l'équipe de la société de production française pour les informer de la fin de l'émission sans donner plus d'explication. Dans les jours qui suivent, la direction d'Arte explique que la marque « Tracks » continuera d’être produite par les équipes allemandes et annonce la réflexion en cours pour proposer « un nouveau concept numérique enrichi »,.
L'émission subsiste aujourd'hui sur la chaîne youtube d'Arte. L'ancienne équipe, quant à elle, est restée soudée autour d'un nouveau projet, lui aussi diffusé sur YouTube, Spark Stories.

## Diffusion
- janvier 1997 - septembre 1998 : vendredi à 19h00 (27 minutes)
- septembre 1998 - décembre 2003 : vendredi à 19h00 (42 minutes)
- janvier 2004 - décembre 2008 : jeudi entre 23h00 et 00h30 (52 minutes)
- janvier 2009 - décembre 2009 : vendredi entre 22h30 et 01h00 (52 minutes)
- janvier 2010 - décembre 2011 : jeudi entre 22h30 et 01h00 (52 minutes)
- janvier 2012 - décembre 2016 : samedi entre 23h00 et 01h00 (52 minutes)
- depuis janvier 2017 : vendredi à partir de 23h30 (42 minutes)

## Ligne éditoriale
La ligne éditoriale de Tracks repose sur un ensemble de rubriques et un certain nombre de règles, dont : ne pas parler des morts, ne jamais traiter deux fois d’un même personnage et se focaliser sur des pionniers toujours en activité.
Depuis 2014 et son changement de formule, Tracks est composée de nouvelles rubriques :
- Pop up : Tracks vous dévoile les nouvelles icônes du web, blogueurs, réalisateurs de web série, web-artiste et raconte leur histoire.
- Well done : Musicien, réalisateur, écrivain, acteur, inventeur… ils ont frappé un grand coup et sont sur le gril de l’actualité.
- Rhythm’n’buzz : Immersion dans une scène musicale qui fait bouger les lignes. Les groupes sont filmés en concert, en répétition ou sur leurs lieux de vie. Leur activité artistique est replacée dans un contexte social, politique, géographique.
- Tracks Lab : Décryptage d'une scène artistique. Même principe que le rhythm'n'buzz mais autour d'artistes explorant d'autres formes d'expressions (arts plastiques, cinéma, street-art, danse, théâtre...). Le reportage laisse la place aux œuvres. Au moins deux artistes différents qui incarnent cette nouvelle scène sont interviewés.
- Very Good Trip : Découverte d'une "Tribu", une communauté intentionnelle au style de vie hors normes. Artistes, activistes, sportifs, ou passionnés de tout genre, ils sont réunis autour d'un même centre d'intérêt ou d'une même vision du monde. Le reportage les suit dans leur quotidien et leur activité, des newcomers aux piliers du mouvement. Plusieurs membres de la communauté sont interviewés.
- Heroes : Portrait d'un artiste ou d'un groupe qui a contribué de manière significative ou de façon originale à l'évolution du domaine artistique auquel il appartient. Au fil de l'interview, sa carrière est replacée dans le contexte de son époque à l'aide d'images d'archives. Son enfance, les choix qu'il a fait pour ne pas faire comme les autres sont mis en avant.
- Pop Corn : Docu, ciné, série télé, animation, c'est le film à suivre. Interview (du réalisateur ou acteur) et extrait à l'appui, le reportage nous présente l'histoire du film et de ses acteurs.
- Vybz (5 minutes) : Courte interview d'un groupe avec séquence psychovinyle. A la façon d'un test de Rorschach, l'artiste raconte trois moments de sa vie à partir de trois vinyles choisis parmi une quinzaine de disques (de préférence éloignés de son univers). Un seul disque est retenu pour la diffusion à l'antenne, les deux autres sont réservés au net. Le disque choisi est écouté par l'artiste et des images d'archives (clip, photos) permettent d'entendre un bout du morceau. Puis le reportage propose un morceau de l'artiste en live. 

## Artistes interviewés
Parmi les 5000 reportages réalisés, Tracks donne la parole à un large spectre d'artistes et d'activistes internationaux (liste non exhaustive) :
| Musique          | Art                | Cinéma            |
| ---------------- | ------------------ | ----------------- |
| Daft Punk        | Daniel Clowes      | Werner Herzog     |
| Booba            | Ai Weiwei          | Phil Tippett      |
| Snoop Dogg       | Pierre Pinoncelli  | Danny Boyle       |
| Jay-Z            | Roman Signer       | Sono Sion         |
| Slipknot         | Susan Meiselas     | Sonny Chiba       |
| The Cramps       | Takuya Wada        | Ken Loach         |
| The Dictators    | Elzo Durt          | Vincent Macaigne  |
| Manu Le Malin    | Petra Collins      | Ruben Ostlund     |
| Spiral Tribe     | Francis Giacobetti | Samuel Maoz       |
| Beastie Boys     | L'homme Lézard     | Stoya             |
| Motorheäd        | Danny Lyon         | Jared Leto        |
| Jeff Mills       | Meryl Meisler      | Benicio Del Toro  |
| Jimmy Page       | Chris Burden       | Gus Van Sant      |
| Kendrick Lamar   | Philippe Druillet  | Sean Baker        |
| DJ Snake         | Keiichi Tanaami    | Paul Verhoeven    |
| Lady Leshurr     | Julius Von Bismark | Keanu Reeves      |
| TLC              | Miranda July       | Jiri Barta        |
| Michel Polnareff | Andrei Molodkin    | Lenny Abrahamson  |
| Marquis de Sade  | Andres Serrano     | Christian Bale    |
| Petula Clark     | Benedetto Bufalino | Hideaki Anno      |
| Nas              | Simon Senn         | Dennis Murren     |
| Madlib           | Mika Ninagawa      | Christopher Lloyd |
| Björk            |                    |                   |

## Spéciales et évènements

### Les 10 ans de l'émission
À l'occasion du dixième anniversaire de l'émission, en avril 2007, plusieurs artistes ont revisité son célèbre générique mettant en scène un animateur éclaboussé par un liquide vert : 
- côté français[7] : Nono du groupe Trust, Jules-Édouard Moustic, le groupe Saïan Supa Crew, le mannequin Lza, Noël Godin l'entarteur, la marionnette de Jacques Chirac aux Guignols de l'info ;
- côté allemand[8] : Chicks on Speed, Rosa von Praunheim, Ich + Ich, Fabian Hinrichs, A Guy Called Gerald ;
- à la fois côté français et allemand : le groupe allemand Gods of Blitz.

### Mondes Hors-Pistes
En décembre 2017, Tracks investit pendant 2 jours le siège agnès b., dans le 10ème arrondissement de Paris. Le scénographe Christophe Moreau divise l'espace en 15 "mondes hors-pistes", correspondant à l'univers de 15 artistes interviewés par Tracks. Pour la 1ère fois en Europe, 4000 visiteurs rencontrent les héros des reportages venus du monde entier. Tracks a diffusé une émission spéciale après l'évènement.

### Tracks Cirkus
Pour célébrer le 20ème anniversaire d'ARTE, Tracks organise un show filmé à l'espace Cent-quatre, à Paris. Sur 3 scènes s'enchaînent des concerts (Cibelle, Zombie Zombie, Terry Lynn, Semi Precious Weapons...) et des performances artistiques (catch, burlesque, lightpainting, cirque...). Enregistrée en public le 4 novembre 2010, l'émission spéciale "Tracks Cirkus" a été diffusée le 2 décembre 2010.

### La Nuit Immersive
En mai 2017, Tracks organise avec l'Adami et l'association Arty Farty la "Nuit Immersive", invitant 5 artistes à se produire simultanément aux Subsistances de Lyon. Venus de Belgique, d'Allemagne, d'Espagne ou de France, les artistes performeurs de la "Nuit Immersive" ont tous en commun de placer le corps, le leur ou celui du public, au centre de leurs créations.
En parallèle des performances, Tracks projette sur place son "Videotrip" : un programme inédit avec les meilleurs reportages consacrés à l'art de l'immersion et au corps.
Deux autres éditions de la "Nuit immersive" imaginée par Tracks et organisée par l'Adami auront lieu : en mars 2019 à l'occasion des 20 ans d'Arty Farty à l'Auditorium de Lyon, puis en juillet 2022, pour une édition "Super Tomorrow" à l'église des Célestins, dans la programmation du Festival d'Avignon.

### Les 20 ans de l'émission
En 2017, après 800 émissions et 5000 reportages, Tracks fête 20 ans.
Pour l'occasion, trois émissions spéciales ont été diffusées le 8 septembre (Spéciale Retro-Futur), le 15  septembre (Spéciale 20 ans) et le 22 septembre 2017 (Spéciale Remix).
Sur le web, une quarantaine d’archives dont "Les nuits berlinoises de 1997", "le festival Wave-Gotik en 1998", "les débuts de Dizzee Rascal" et de ratés de tournage ont été (re)diffusés.

### Les Femmes S’en Mêlent
En mars 2018, le festival "Les Femmes S’en Mêlent", organisé à la Machine du Moulin Rouge à Paris, invite Tracks à présenter deux projections avec une vingtaine de reportages sur les femmes qui font la culture d’hier et d’aujourd’hui : Annie Sprinkle, les Pussy Riots, Fever Ray, Beth Dito, Miyako Akane, Nadia Rose...

### Urban Art Fair
En avril 2018, à l'occasion de l'Urban Art Fair et de l'Urban Film Festival, Tracks propose un numéro spécial "Tracksopolis" composé de ses reportages consacrés au street art avec Futura 2000, Keiichi Tanaami, Julien Prévieux, Imbue, Sowat & Lek ...
L'émission fait aussi partie du jury pour élire le meilleur film réalisé par des graffeurs internationaux, présenté à l'Urban Film Festival. Les films en compétition sont visibles sur le site de Tracks.